# قايدو دي مارتينو
قايدو دي مارتينو هو سياسي إيطالي، ولد في 22 أغسطس 1943 في سوما فيسوفيانا في إيطاليا. نشط حزبياً في الحزب الاشتراكي الإيطالي. وقد انتخب عضو مجلس النواب في الجمهورية الإيطالية ‏ وانتخب عضو مجلس الشيوخ الإيطالي ‏.